# San Giovanni Battista de La Salle (titolo cardinalizio)
San Giovanni Battista de La Salle  (in latino Titulus Sancti Ioannes Baptista de La Salle) è un titolo cardinalizio istituito da papa Francesco il 30 settembre 2023. Il titolo insiste sulla chiesa di San Giovanni Battista de La Salle, all'Eur, sede di parrocchia che è stata eretta il 1º ottobre 2000.
Dal 30 settembre 2023 il titolare è il cardinale Stephen Chow Sau-yan, S.I., vescovo di Hong Kong.

## Titolari
- Stephen Chow Sau-yan, S.I., dal 30 settembre 2023